# Mielichhoferia micropoma
Mielichhoferia micropoma är en bladmossart som beskrevs av C. Müller 1879. Mielichhoferia micropoma ingår i släktet kismossor, och familjen Bryaceae. Inga underarter finns listade i Catalogue of Life.